# 7 Dywizjon Żandarmerii
7 Dywizjon Żandarmerii (7 dżand.) – oddział żandarmerii Wojska Polskiego.

## Historia dywizjonu
26 stycznia 1919 podporucznik Czesław Smoczyński, dotychczasowy zastępca komendanta i kierownik głównej kancelarii Polskiej Organizacji Wojskowej byłego zaboru pruskiego, otrzymał rozkaz sformowania Oddziału Żandarmerii Polowej przy Dowództwie Głównym Sił Zbrojnych Polskich w byłym zaborze pruskim. 28 stycznia głównodowodzący Armią Wielkopolską, generał porucznik Józef Dowbor-Muśnicki zatwierdził tymczasowy etat Oddziału Żandarmerii Polowej. Oddział stacjonował w koszarach Nordring (od 15 listopada 1919 - Wały Księcia Józefa). 8 marca do oddziału została przydzielona, pod względem aprowizacji, szkoła podoficerska piechoty. 24 marca nakazano uzupełnić tymczasowy etat o rewolwery, w które mieli być uzbrojeni żołnierze oddziału. 24 maja głównodowodzący polecił dowódcom poszczególnych formacji pouczyć podwładnych o obowiązku każdego wojskowego udzielenia, na wezwanie, pomocy żandarmowi będącemu w służbie. Tego samego dnia generał Dowbor-Muśnicki zezwolił żandarmerii na noszenie, na kołnierzach, odznak Sztabu Dowództwa Głównego (31 maja uzupełniono rozkaz w ten sposób, że odznaki na kołnierzu miały być noszone na żółtych patkach). 26 maja głównodowodzący zobowiązał dowódców formacji, które „były zmuszone na początku organizacji wojska stworzyć osobne oddziały żandarmerii polowej” do przekazania dowódcy Oddziału Żandarmerii Polowej przy Dowództwie Głównym spisu tych żandarmów wraz z napisanymi przez nich życiorysami, a także wyciągów ewidencyjnych w celu wcielenia ich do Oddziału Żandarmerii Polowej. 6 czerwca ogłoszone zostały „Regulaminy i przepisy żandarmerii polowej przy Sztabie Dowództwa Głównego”. Tego samego dnia podporucznik Smoczyński został przydzielony do składu komisji egzaminacyjnej kandydatów na oficerów celem egzaminowania aspirantów na oficerów żandarmerii polowej. 14 czerwca w rozkazie dziennym Dowództwa Głównego ogłoszony został tymczasowy etat Żandarmerii Polowej na były zabór pruski.
15 kwietnia 1920 na terenie Okręgu Generalnego „Poznań” utworzono 38 posterunków żandarmerii. Połowa z nich pełniła służbę na granicy z Niemcami. Tego samego dnia został utworzony Szwadron Zapasowy Dywizjonu Żandarmerii Wojskowej Nr 7 pod dowództwem porucznika Leona Cehaka.
Dywizjon wraz z podporządkowanymi pododdziałami stacjonował na terenie Okręgu Korpusu Nr VII. Dowódca dywizjonu pełnił równocześnie funkcję szefa żandarmerii w Dowództwie Okręgu Korpusu Nr VII w Poznaniu.
Od 1 lipca 1922 do 30 czerwca 1923 Spółdzielna Żołnierska dywizjonu osiągnęła zysk w wysokości 5.902.540,40 mk. Członkami zarządu byli wówczas st. wachm. Szymanowski oraz starsi żandarmi Ostenda i Skowroń, a członkami komisji rewizyjnej starsi wachmistrze Glesmann i Karmelita oraz starsi żandarmi Białas i Moczyński. W sierpniu 1923 członkowie spółdzielni przekazali 500.000 mk Związkowi Inwalidów Wojennych w Poznaniu.
15 stycznia 1924 kpt. żand. Roman Leon Stadnicki został przeniesiony z 9 dżand. na stanowisko dowódcy Oddziału Szkolnego w Kadrze Szwadronu Zapasowego 7 dżand.
Do 20 marca 1924 zostały zlikwidowane plutony żandarmerii: Konin, Leszno, Ostrów i Poznań II, a w ich miejsce zorganizowane posterunki żandarmerii. W tym samym miesiącu niżej wymienieni oficerowie zostali przeniesieni z korpusu oficerów żandarmerii do korpusu oficerów piechoty z równoczesnym wcieleniem: kpt. żand. Franciszek Sowiński do 57 pp i por. żand. Ignacy Ślisz do 58 pp.
17 lutego 1928 minister spraw wojskowych zatwierdził dzień 13 listopada, jako datę święta dywizjonu.
12 grudnia 1935 minister spraw wojskowych unieważnił dotychczasową datę święta dywizjonu oraz zatwierdził dzień 13 czerwca, jako datę święta żandarmerii.
Jednostka nie posiadała sztandaru i odznaki pamiątkowej. Oficerowie i podoficerowie od 1931 mogli otrzymać odznakę pamiątkową Żandarmerii. W 1939 zamierzano wprowadzić do użytku „Znak Służbowy Żandarmerii”. Znaki miały być numerowane. Dla 7 dżand. przewidziano numery od 7000 do 7999.

## Mobilizacja i rozformowanie dywizjonu w 1939
7 Dywizjon Żandarmerii oraz Plutony Żandarmerii „Gniezno” i „Kalisz” były jednostkami mobilizującymi. Zgodnie z planem mobilizacyjnym „W” miały zmobilizować w mobilizacji alarmowej, w grupie jednostek oznaczonych kolorem żółtym, następujące jednostki żandarmerii:

7 Dywizjon Żandarmerii:
- pluton konny żandarmerii nr 7,
- pluton konny żandarmerii nr 59,
- pluton pieszy żandarmerii nr 14,
- pluton pieszy żandarmerii nr 129,
- pluton krajowy żandarmerii „Poznań”,

Pluton Żandarmerii „Gniezno”:
- pluton pieszy żandarmerii nr 17,
- pluton pieszy żandarmerii nr 130,

Pluton Żandarmerii „Kalisz”
- pluton pieszy żandarmerii nr 25,
- pluton krajowy żandarmerii „Kalisz”[14].

23 sierpnia 1939 została zarządzona mobilizacja jednostek kolorowych, w tym żółtych, na obszarze Okręgu Korpusu Nr VII. Początek mobilizacji został wyznaczony na godzinę 6.00 następnego dnia.

## Organizacja pokojowa dywizjonu w 1939
- Dowództwo 7 Dywizjonu Żandarmerii w Poznaniu, Reduta (Warownia) Przemysława
- Pluton Żandarmerii Poznań, Reduta (Warownia) Przemysława
  - Posterunek Żandarmerii Ławica przy 3 Pułku Lotniczym
  - Posterunek Żandarmerii Biedrusko
  - Posterunek Żandarmerii Leszno
- Pluton Żandarmerii Kalisz, plac św. Józefa 3
  - Posterunek Żandarmerii Krotoszyn
  - Posterunek Żandarmerii Ostrów Wlkp.
- Pluton Żandarmerii Gniezno, ul. św. Jana 3
  - Posterunek Żandarmerii Września
  - Posterunek Żandarmerii Pleszew

## Kadra żandarmerii okręgu generalnego i dywizjonu
Dowódcy
- ppor. Czesław Smoczyński (od 26 I 1919)
- por. / rtm. żand. Aleksander Milko[b] (29 X 1919 - 3 V 1921)
- mjr żand. Adam Dobrzański (3 V - 4 X 1921)
- mjr żand. Wojciech Stepek (4 X 1921 - 31 III 1927)
- mjr żand. Ignacy Skoczeń (4 IV 1927 - II 1930[17] → Dowództwo Żand. MSWojsk.)
- mjr żand. Józef Bay (II 1930[17] - 30 IX 1934 → rezerwa)
- mjr żand. Wojciech Kuś (1934[18] - 30 VIII 1939)

Zastępcy dowódcy dywizjonu (od 1938 roku – I zastępca)
- mjr żand. Jan Mańkowski - zastępca dowódcy dywizjonu (1923[19] – 1924)
- mjr żand. Emanuel Quirini (1936 – 1939)

Obsada personalna dywizjonu w 1939
- dowódca - mjr żand. Wojciech Kuś
- I zastępca dowódcy – mjr żand. Emanuel Quirini
- II zastępca dowódcy (kwatermistrz) - mjr żand. Aleksander Józef Czanerle[c]
- adiutant – wakat
- oficer mobilizacyjny – kpt. żand. Alfred Gołowski
- oficer śledczy – por. żand. Adam Kostrzewa
- oficer gospodarczy – kpt. Ludwik Stefan Andrzejewski
- oficer do zleceń – chor. Michał Hess
- oficer dyspozycyjny – ppor. rez. pdsc mgr Józef Cyprian Styrna
- dowódca Plutonu Żandarmerii Gniezno – kpt. żand. Stanisław Fliszewski
- dowódca Plutonu Żandarmerii Kalisz – por. żand. Stanisław Piotr Faliński
- dowódca Plutonu Żandarmerii Poznań – kpt. żand. Romuald Tadeusz Spławiński

Oficerowie
- mjr żand. Stefan Musil[d] - komendant Kadry Szwadronu Zapasowego (1923[19] – 1924)
- kpt. żand. Franciszek Dudzik (1924)
- kpt. żand. Zygmunt Dionizy Hoffman[e] (do 16 XII 1923 → korpus oficerów artylerii, 7 pac[24])
- kpt. żand. Józef Schmied (do 26 III 1932 → kwatermistrz 8 dżand)
- kpt. żand. Zygmunt Seweryn Somogyi[f]
- por. żand. Włodzimierz Tomasz Kazimierz Karol Karpiński (1924)
- por. żand. Emil Kazimierz Bukała (1924)
- por. żand. Zygmunt Czownicki (1924)
- por. żand. Franciszek Staśkiewicz (zm. 19 VI 1925 w Poznaniu[32])
- por. Tadeusz Smulkowski[g]
- ppor. Stanisław Wawrzyniak[h]
- por. piech. rez. Alfons Radomski
- ppor. Teofil Feliks Orłowski[i]
- ppor. Jan Brzeski[j]
- ppor. żand. Kazimierz Szumski †9 IX 1920 Poznań[38][39]
- pchor. / ppor. Alojzy Ruchalski[40]

Dowódcy Plutonu Żandarmerii Gniezno
- kpt. żand. Antoni Świnarski (1923[19])
- ppor. żand. Alfred Gołowski
- kpt. żand. Stanisław Fliszewski (1939)

Dowódcy Plutonu Żandarmerii Kalisz
- por. żand. Rudolf Petz (do VIII 1922[41])
- por. żand. Alfred Theuer (1923[19])
- por. żand. Stanisław Piotr Faliński (1939)

Dowódcy Plutonu Żandarmerii Konin
- por. żand. Stanisław Piwnicki (1923[19])

Dowódcy Plutonu Żandarmerii Leszno
- por. żand. Ignacy Ślisz (do III 1924)

Dowódcy Plutonu Żandarmerii Ostrów
- kpt. żand. Franciszek Sowiński (do III 1924)

Dowódcy Plutonu Żandarmerii Poznań (do III 1924 – „Poznań I”)
- por. żand. Józef Gabriel Jęczkowiak (1923[19])
- kpt. żand. Romuald Tadeusz Spławiński (1939)

Dowódcy Plutonu Żandarmerii Poznań II
- por. żand. Rudolf Petz (1923[19])

Oficerowie rezerwy
- ppłk żand. Józef I Sikorski (ur. 4 XII 1878)
- kpt. rez. żand. Tadeusz Toczyski (29 IX 1894 - † 1940 Katyń)
- kpt. rez. żand. Bronisław Wincenty Murawski (ur. 3 VIII 1894)
- por. rez. żand. Emil Czabański[k]
- ppor. rez. żand. Stanisław Franciszek Beer (ur. 28 X 1891)
- ppor. rez. żand. Władysław Ryszard Kawecki (ur. 3 IV 1898)
- ppor. rez. żand. Stefan Kraupe (ur. 15 IX 1903)
- ppor. rez. żand. Włodzimierz Krzywoszyński
- ppor. rez. żand. Witold Eugeniusz Leszner (5 VII 1897)
- ppor. rez. żand. Bolesław Mellerowicz (ur. 23 VII 1894)
- ppor. rez. żand. Stanisław Jan Świderski[l]
- ppor. rez. żand. Edward Andrzej Richter (ur. 1 X 1900[44])
- por. rez. żand. Żywisław Leliwa-Pilecki